# Lądowisko Jędrzejów
Lądowisko Jędrzejów – lądowisko znajdujące się w Jędrzejowie, w południowo-zachodniej części miasta, w województwie świętokrzyskim. Posiada ono oznakowaną trawiastą drogę startową o długości 330 m. Właścicielem lądowiska jest Elmar „S” sp. z o. o. Od 2010 figuruje w spisie lądowisk ewidencjowanych Urzędu Lotnictwa Cywilnego